# Marisa Coughlan
Marisa Christine Coughlan, född 17 mars 1974 i Minneapolis i Minnesota, är en amerikansk skådespelare. Hon medverkar bland annat i filmerna Freddy Got Fingered (2001) och I Love Your Work (2003).

## Filmografi (i urval)
- 1995 – Fist of the North Star
- 1999 – Killing Mrs. Tingle
- 2000 – Skvaller
- 2001 – Super Troopers
- 2001 – Freddy Got Fingered
- 2002 – Pumpkin
- 2003 – I Love Your Work
- 2005–2006 – Boston Legal (TV-serie) (12 avsnitt)
- 2007 – Meet Bill
- 2007 – Already Dead
- 2009 – Bones (TV-serie) (3 avsnitt)
- 2014 – Space Station 76